# 서구·강화군 을
서구·강화군 을은 대한민국의 옛 국회의원 선거구이다. 당시 인천광역시 강화군 전역과 서구의 일부 지역을 관할하였다.

## 역사
대한민국 제16대 국회의원 선거를 앞두고 계양구·강화군 을 선거구에 속했던 강화군 지역이 인천광역시의 다른 지역들 중 지리적으로 가장 가까운 검단 지역과 함께 선거구를 구성하면서 서구·강화군 을이 되었다.
대한민국 제20대 국회의원 선거를 앞두고 서구 지역의 인구 증가에 따라 강화군이 중구·동구·옹진군 선거구와 합쳐져 중구·동구·강화군·옹진군 선거구를 형성하게 되고 남은 서구 지역은 다시 갑, 을로 분구되어 서구 갑, 서구 을 선거구를 형성하게 됨에 따라 폐지되었다. 

## 관할 구역

### 서구
- 검단1동
- 검단2동
- 검단3동
- 검단4동

### 강화군
- 강화군 일원

## 역대 국회의원
| 선거   | 정당 | 정당         | 의원   |
| ------ | ---- | ------------ | ------ |
| 2000년 |      | 새천년민주당 | 박용호 |
| 2002년 |      | 한나라당     | 이경재 |
| 2004년 |      | 한나라당     | 이경재 |
| 2008년 |      | 무소속       | 이경재 |
| 2012년 |      | 새누리당     | 안덕수 |
| 2015년 |      | 새누리당     | 안상수 |

## 역대 선거 결과

### 대한민국 제16대 국회의원 선거
|  | 51.82% |

|  | 48.17% |

### 2002년 대한민국 재보궐선거
|  | 73.57% |

|  | 26.42% |

### 대한민국 제17대 국회의원 선거
|  | 47.47% |

|  | 38.98% |

|  | 5.72% |

|  | 4.12% |

|  | 3.68% |

### 대한민국 제18대 국회의원 선거
|  | 33.94% |

|  | 29.03% |

|  | 18.42% |

|  | 16.36% |

|  | 1.16% |

|  | 1.07% |

### 대한민국 제19대 국회의원 선거
|  | 51.49% |

|  | 41.15% |

|  | 3.91% |

|  | 3.43% |

### 2015년 대한민국 재보궐선거
|  | 54.11% |

|  | 42.85% |

|  | 3.03% |